# حياتي آرائي جهادي

صورة غلاف كتاب حياتي آرائي جهادي

حياتي آرائي جهادي هو كتاب ضم سلسلة المحاضرات التي ألقاها الرئيس الحبيب بورقيبة عام 1973 حول تاريخ الحركة الوطنية ودوره فيها.

## عموميات
ألقى الرئيس بورقيبة فيما بين 13 أكتوبر و15 ديسمبر 1973 تسع محاضرات على منبر معهد الصحافة وعلوم الإخبار، وقد خصصها لتاريخ الحركة الوطنية التونسية من زاويته الشخصية مركزا على مساهمته فيها. وقد جمعت تلك المحاضرات لتصدر ضمن هذا الكتاب الذي تولت نشره وزارة الإعلام، حيث صدرت الطبعة الثالثة عام 1984.

## المحتوى
قسم هذا الكتاب إلى تسعة فصول، حيث تضمن كل واحد منها نص إحدى المحاضرات التسع، وكانت كما يلي:
- الفصل الأول: تحت عنوان طفولة ومحيط اجتماعي، وقد تحدث فيها بورقيبة عن الفترة بين تاريخ ولادته عام 1903 وعام 1912.
- الفصل الثاني: وهو تحت عنوان شباب وتكوين، وخصصه لفترة شبابه وصولا إلى انتقاله إلى باريس للدراسة.
- الفصل الثالث: وعنوانه الظرف السياسي التونسي في العشرينات، منذ عودة الشيخ عبد العزيز الثعالبي من المشرق، كما تحدث عن أتاتورك وعبد الكريم الخطابي ومحمد الدغباجي..
- الفصل الرابع: تحت عنوان استكمال الاستعداد وانطلاق في العمل وهو مخصص للفترة بين عامي 1925 و1933، وتحدث فيه عن حياته الجامعية وعن محمد علي الحامي والطاهر الحداد، وصولا إلى كتاباته الأولى في الصحافة ودخوله إلى الحزب الحر الدستوري واستقالته منه.
- الفصل الخامس: أعطي عنوان بين معركتين وقد خصص للفترة بين عامي 1934 تاريخ تأسيس الحزب الحر الدستوري الجديد و1938 الذي شهد الصدامات المعروفة في شهر أفريل.
- الفصل السادس: تحت عنوان عهد محفوف بالمخاطر وهو يغطي فترة الحرب العالمية الثانية، وتحديدا الفترة المتراوحة بيات عامي 1939 و1943، وكان بورقيبة في تلك الفترة سجينا.
- الفصل السابع: عنوانه التعريف بالقضية التونسية وكسب الأنصار وهو يغطي الفترة بين عامي 1945 تاريخ خروجه إلى الشرق، و1951 تاريخ ذهابه إلى الولايات المتحدة وفشل المفاوضات التي دخلها حزبه مع السلطات الفرنسية من أجل الوصول إلى الاستقلال الداخلي.
- الفصل الثامن: وعنوانه المعركة الحاسمة، ويغطي الفترة بين 1952 و1954، وهي فترة المقاومة المسلحة التي انتهت في 31 جويلية 1954 بالخطاب الذي ألقاه بيار منديس فرانس واعدا بمنح تونس استقلالها الداخلي.
- الفصل التاسع: تحت عنوان بناء الدولة ويغطي فيه الفترة بين عامي 1955 و1970 بما في ذلك روايته للصراع مع صالح بن يوسف والحصول على الاستقلال التام في 20 مارس 1956 وإعلان الجمهورية إلى فشل سياسة التعاضد خلال الستينات.

## إشارات مرجعية
1. ↑  الحبيب بورقيبة، حياتي آرائي جهادي، نشريات وزارة الإعلام، تونس 1984
2. ↑  المصدر نفسه، ص 36-37
3. ↑  المصدر نفسه، ص 61
4. ↑  المصدر نفسه، ص 146